# Hesperodiaptomus wilsonae
Hesperodiaptomus wilsonae is een eenoogkreeftjessoort uit de familie van de Diaptomidae. De wetenschappelijke naam van de soort is voor het eerst geldig gepubliceerd in 1958 door Reed.